# Kanton Moÿ-de-l’Aisne
Der Kanton Moÿ-de-l’Aisne war von 1790 bis 2015 ein französischer Wahlkreis im Arrondissement Saint-Quentin, im Département Aisne und in der Region Picardie; sein Hauptort war Moÿ-de-l’Aisne. Die landesweiten Änderungen in der Zusammensetzung der Kantone brachten zum März 2015 seine Auflösung.
Der Kanton Moÿ-de-l’Aisne war 127,56 km² groß und hatte 7898 Einwohner (Stand: 2012).

## Gemeinden
| Gemeinde           | Einwohner | Code postal | Code Insee |
| ------------------ | --------- | ----------- | ---------- |
| Alaincourt         | 465       | 2240        | 02009      |
| Benay              | 187       | 2440        | 02066      |
| Berthenicourt      | 200       | 2240        | 02075      |
| Brissay-Choigny    | 301       | 2240        | 02123      |
| Brissy-Hamégicourt | 626       | 2240        | 02124      |
| Cerizy             | 48        | 2240        | 02149      |
| Châtillon-sur-Oise | 128       | 2240        | 02170      |
| Essigny-le-Grand   | 1.196     | 2690        | 02287      |
| Gibercourt         | 37        | 2440        | 02345      |
| Hinacourt          | 41        | 2440        | 02380      |
| Itancourt          | 1.048     | 2240        | 02387      |
| Ly-Fontaine        | 87        | 2440        | 02446      |
| Mézières-sur-Oise  | 567       | 2240        | 02483      |
| Moÿ-de-l’Aisne     | 1.002     | 2610        | 02532      |
| Remigny            | 369       | 2440        | 02639      |
| Urvillers          | 594       | 2690        | 02756      |
| Vendeuil           | 856       | 2800        | 02775      |

## Einwohner
| Bevölkerungsentwicklung | Bevölkerungsentwicklung |
| Jahr                    | Einwohner               |
| ----------------------- | ----------------------- |
| 1962                    | 6875                    |
| 1968                    | 7264                    |
| 1975                    | 7144                    |
| 1982                    | 7596                    |
| 1990                    | 8014                    |
| 1999                    | 7752                    |
| 2006                    | 7858                    |
| 2011                    | 7918                    |

## Politik
| Vertreter im conseil général des Départements | Vertreter im conseil général des Départements | Vertreter im conseil général des Départements |
| Amtszeit                                      | Name                                          | Partei                                        |
| --------------------------------------------- | --------------------------------------------- | --------------------------------------------- |
| 2001–2008                                     | Bernard Testu                                 | RPR                                           |
| 2008–2015                                     | Frédéric Martin                               | PS                                            |